# Thomas Hopkins Gallaudet

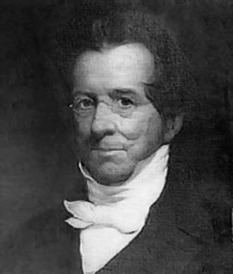
Thomas Hopkins Gallaudet

Thomas Hopkins Gallaudet (Philadelphia (Pennsylvania), 10 december 1787 – Hartford (Connecticut), 10 september 1851) was een Amerikaanse pionier op het gebied van dovenonderwijs.
Hij was veel dingen van plan, zoals handel gaan drijven en het volgen van een studie rechten of theologie, in 1805 behaalde hij zijn bachelor en in 1808 zijn master aan de Yale-universiteit. In 1814 werd Gallaudet prediker. 
Gallaudets leven nam echter een andere loop toen hij zijn 9-jarige dove buurmeisje Alice Cogswell ontmoette. De vader van het meisje vroeg aan hem om in Europa uit te zoeken hoe ze daar doven onderwijs gaven. Men was in Engeland echter niet bereid om kennis te delen over hun ‘orale methode’ (waarbij tijdens de lessen alleen wordt gepraat zonder gebaren). Gallaudet was er bovendien niet van overtuigd dat deze methode resultaten zou opleveren.
Tijdens zijn verblijf in Engeland ontmoette hij Abbé Sicard, hoofd van het "Institution Nationale des Sourds-Muets" (Nationaal Instituut voor Doofstommen) in Parijs, en twee van zijn dove hoogopgeleide studenten, Laurent Clerc en Jean Massieu.
Sicard nodigde Gallaudet uit om naar Parijs te komen om met eigen ogen te zien hoe men via de ‘manuele methode’ (gesproken taal ondersteund met gebaren) les gaf aan doven. Gallaudet was hiervan onder de indruk. Hij leerde lesgeven in methodologie van Sicard en de gebarentaal van Massieu en Clerc.
Gallaudet wist Clerc te overhalen om met hem mee terug te gaan naar Amerika. De twee mannen verzamelden met succes geldfondsen om een school voor dove studenten te stichten in Hartford. De school werd later bekend als de American School for the Deaf. De jonge Alice was een van de eerste zeven dove leerlingen in de Verenigde Staten. 
Zijn zoon Edward Miner Gallaudet (1837-1917) opende in 1857 de eerste hogeschool voor doven die later in 1864 de Gallaudet-universiteit werd.
Laurent Clerc werd zelf de grondlegger van de Amerikaanse Gebarentaal (ASL). Thans zijn er in de Verenigde Staten plannen om een complete stad voor gebarentaalgebruikers te bouwen en deze Laurent te noemen.
- Gemeinsame Normdatei: 124736173
- International Standard Name Identifier: 0000 0000 2642 4080
- Library of Congress Control Number: n82163968
- Nationale Bibliotheek van Israël: 987012450066405171
- SNAC: w65z303h
- Système universitaire de documentation: 234788305
- Virtual International Authority File: 23082212
- WorldCat: E39PBJrrx4FPF33vr6tMPKh8md